# Aventuri la pescuit
Aventuri la pescuit este o revistă de nișă din România care a fost lansată de Cristi Vezure.
Ulterior, a fost cumpărată de trustul de presă Academia Cațavencu.
Revista organiza și Târgul Aventuri la Pescuit.
În iulie 2009, Cristi Vezure este schimbat din poziția de publisher cu Sorin Vulpe.
În decembrie 2009, revistele din grupul Cațavencu au fost vândute către manageri, iar „Aventuri la pescuit” a fost preluată de Sorin Vulpe.
Tot atunci echipa revistei „Aventuri la pescuit” a demisionat, în bloc (15 oameni) și au înființat o revistă nouă, Super Pescar.

## Istoric
Revista „Aventuri la pescuit” a fost lansată în 2002 de Cristi Vezure, împreună cu o companie din Italia.
Cristi Vezure deținea 30%.
În 2003, Academia Cațavencu a preluat cele 70 de procente de la celălalt asociat al firmei.
Trei ani mai târziu, când Realitatea Media a cumpărat Cațavencu, Cristi Vezure și-a vândut partea de acțiuni către Academia Cațavencu.